# West Devon
West Devon é um distrito de governo local e borough em Devon, Inglaterra. A sede do conselho fica situada em Tavistock. Outras cidades do distrito: Chagford, Okehampton, Princetown.
O distrito foi criado em 1 de Abril de 1974, pela Lei do Governo Local de 1972, pela fusão dos anteriores boroughs municipais de Okehampton, Okehampton Rural District e Distrito Rural de Tavistock.